# Eekeburen
Eekeburen was oorspronkelijk een buurtje gelegen halverwege Oldekerk en Niekerk in de gemeente Westerkwartier. Door de uitbreiding van Oldekerk is het nauwelijks nog als aparte buurt te herkennen. Het ligt op een van de zandruggen in het Zuidelijk Westerkwartier.
Eekeburen bestaat overigens al veel langer dan het dorp Oldekerk. Het huidige Oldekerk is eigenlijk pas in de negentiende eeuw een nederzetting geworden. Eekeburen wordt al genoemd als deel van een van de kluften van het middeleeuwse kerspel Oldekerk.
De naam Eekeburen is nog terug te vinden in het sportcomplex dat de voormalige gemeente Oldekerk hier heeft aangelegd. Naast een sportveld kent het ook een zwembad met een horecagelegenheid.
De naam Eekeburen verwijst wellicht naar huizen bij Eiken. Het zou ook afgeleid kunnen zijn van de naam Yke.